# Fabián Pizzorno
Fabián Pizzorno (Belgrano, Argentina 7 de septiembre de 1962) es un actor argentino de televisión.

## Biografía
Estudió su oficio bajo la dirección de Lito Cruz, Carlos Gandolfo y Agustin Alezzo antes de ser descubierto por Rodolfo Hoppe, padre del productor de ShowMatch, Federico Hoppe. Su debut como actor fue como el hijo de Beatriz Taibo en "todos los días la misma historia". Desde entonces, su carrera ha avanzado para incluir piezas en producciones como "Te Amaré en Silencio" y "Guadalupe" para Univision en Estados Unidos.
Fue co-protagonista del jabón "Al Son del Amor", una telenovela puertorriqueña transmitida a 32 países. En Argentina, dirigió la serie "90-60-90", "Little Women", y "rica y famosa". En los Estados Unidos, ha trabajado en "Te Amaré en Silencio", la primera telenovela de habla hispana que fue filmada completamente en Hollywood y recientemente fue el actor principal de la comedia "Super Torpe", coproducción de Telefe Argentina y RAI Italia.
Él divide su tiempo entre destinos tan vibrantes como Miami, Los Ángeles, Argentina e Italia, mientras viaja el mundo dondequiera que su carrera de actuación lo lleva.
En 2015 ingresa a Televisa y participa en la telenovela Pasión y poder interpretando a un villano. Al año siguiente vuelve a interpretar un rol antagónico en la telenovela Tres veces Ana, dando vida al padre del protagonista interpretado por el también actor argentino Sebastián Rulli.

## Televisión
- Médicos, línea de vida  (2019-2020) - Javier  Televisa
- Tres veces Ana (2016-2017) -  Facundo Salvaterra /  Televisa
- Pasión y poder (2015-2016) - Peter Ashmore /  Televisa

- Tierra de reyes (2014-2015) - Octavio Saldívar /  Telemundo
- Pasión prohibida (2013) - Daniel Parejo /  Telemundo

- Supertorpe (2011) TV Series- Rafael Turner /  Telefe
- "Terra ribelle"(2010) tv serie- ITALIA/ARGENTINA.
- Se dice amor (2005-2006) - Martín Benson /  Telefe
- Amor en custodia (2005) - Conrado Cáceres /  Telefe
- Culpable de este amor (2004) - Andrés Ligero /  Telefe

- Te amaré en silencio (2002) - Rafael /  Univision

- Los médicos de hoy (2000-2001) - Gerónimo Falcone /  Canal 13
- Como vos & yo (1998-1999) - Miguel Vellán /  Canal 13 - 2a. Temporada

- Ricos y famosos (1997-1998) - Rafael Marini /  elnueve - 2a. Temporada
- 90 60 90 modelos (1996-1997) - Juan Ignacio Quinteros /  elnueve - 2a. Temporada
- Por siempre mujercitas (1995-1996) - Matías Bazán /  elnueve - 2a. Temporada

- Al Son Del Amor (1995-1996) - Miguel Ángel / WAPA-TV

- Guadalupe (1993-1994)   /  Telemundo

- ¡Dale Loly!(tele comedia) (1993)TV Series - Actor Invitado /  Canal 9
- Manuela (1991) - Leopoldo Anzuatti /  Canal 13
- Así son los míos(1989-1990) - Lucas Miranda /  Telefe     -
- Pasiones  (1988) - Fernando Linares /  Canal 9
- Valeria (1987) - Alberto
- Lucía Bonelli (1985) -  Telefe
- Todos los días la misma historia (1982) - Miguel

## Cine
- Perros de la noche (1986) - Conductor de auto
- En busca del brillante perdido (1986)

- Datos: Q28663838